# Centertown (Kentucky)
Centertown és una població dels Estats Units a l'estat de Kentucky. Segons el cens del 2000 tenia 416 habitants.

## Demografia
Segons el cens del 2000, Centertown tenia 416 habitants, 164 habitatges, i 126 famílies. La densitat de població era de 518,1 habitants/km².
Dels 164 habitatges en un 31,1% hi vivien nens de menys de 18 anys, en un 59,8% hi vivien parelles casades, en un 14% dones solteres, i en un 22,6% no eren unitats familiars. En el 18,9% dels habitatges hi vivien persones soles l'11,6% de les quals corresponia a persones de 65 anys o més que vivien soles. El nombre mitjà de persones vivint en cada habitatge era de 2,54 i el nombre mitjà de persones que vivien en cada família era de 2,88.
Per edats la població es repartia de la següent manera: un 23,6% tenia menys de 18 anys, un 13% entre 18 i 24, un 25,5% entre 25 i 44, un 23,8% de 45 a 60 i un 14,2% 65 anys o més.
L'edat mediana era de 33 anys. Per cada 100 dones de 18 o més anys hi havia 98,8 homes.
La renda mediana per habitatge era de 31.250 $ i la renda mediana per família de 37.946 $. Els homes tenien una renda mediana de 22.500 $ mentre que les dones 18.750 $. La renda per capita de la població era de 13.018 $. Entorn del 15,4% de les famílies i el 17% de la població estaven per davall del llindar de pobresa.

## Poblacions més properes
El següent diagrama mostra les poblacions més properes.